# 府中出張城

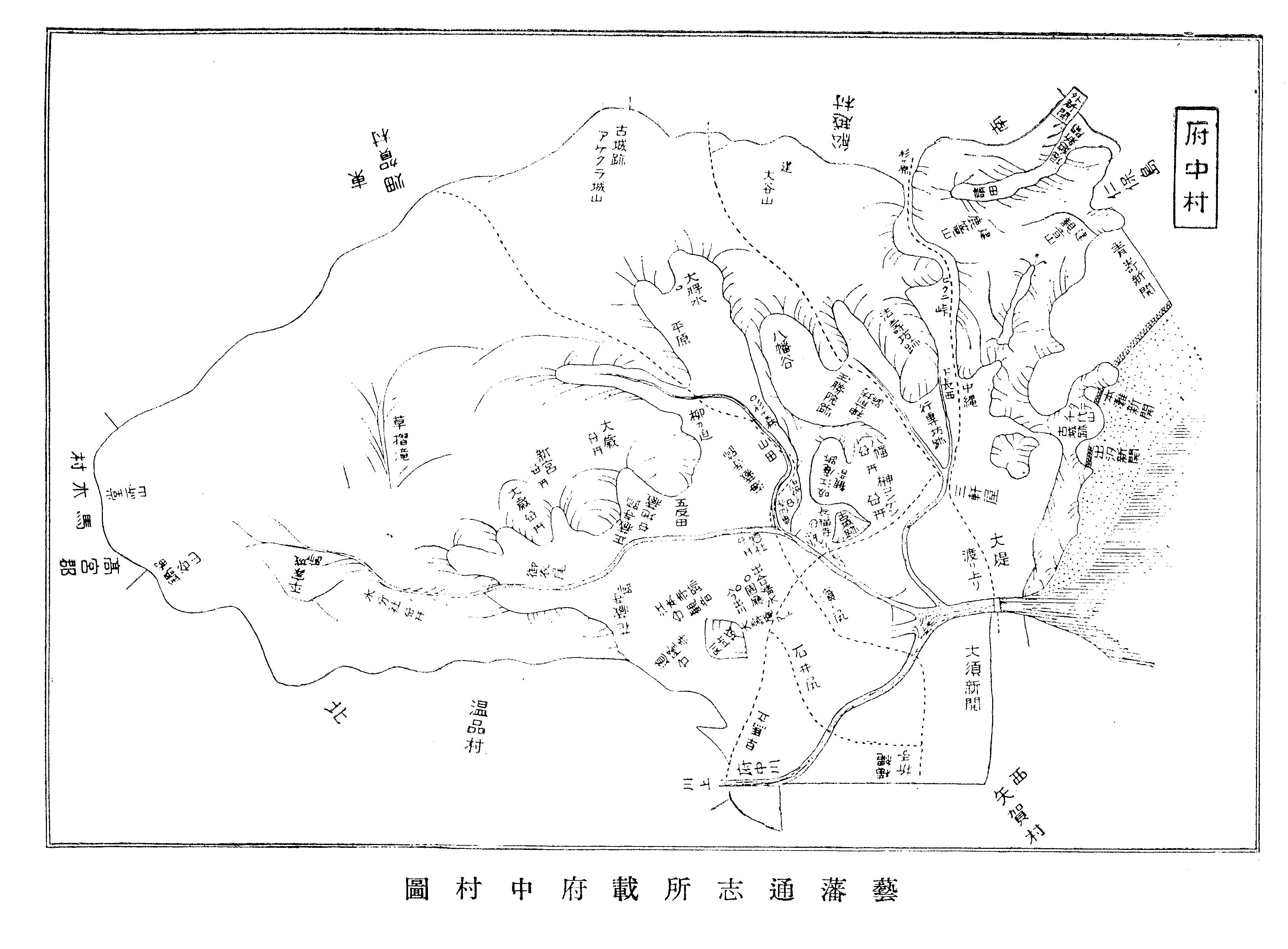
芸藩通志の地図には『古城跡』と書かれている

府中出張城（ふちゅうではりじょう）は、安芸国府中（広島県安芸郡府中町）にあった日本の城。出張の名前は近世になって名付けられたもので、古文書等では府城・国府城・芸府城と記載されている。

## 歴史
築城年代は定かではないが、応永年間（1394年 - 1428年）頃に、千葉氏の末裔である白井氏当主・白井胤時によって築かれたとされる。
室町時代になると、白井氏はその独立性を失い、安芸国の安芸武田氏に従属。安芸武田氏の勢力が衰え、周防国の大大名・大内氏が影響を及ぼすようになると大内氏に従属するようになった。また、その地理的な関係から水軍を重視し、仁保島城を中心に、その海域を通過する商船から通行料を徴収していた。
1555年（弘治元年）の厳島の戦いに際しては、陶氏方に属して毛利元就に抵抗したが、戦後、毛利氏に帰順して小早川隆景の傘下に入った。
その後、出張城は毛利氏の勢力伸張により、その重要性を失っていったものと推測される。廃城年は不明。

## 構造
標高35mの丘の上に本丸を配し、その周辺に居館が存在したと思われるが、現在は畑や住宅地となっており、その構造を完全に窺い知ることはできない。